# Błękitna Wstęga Atlantyku

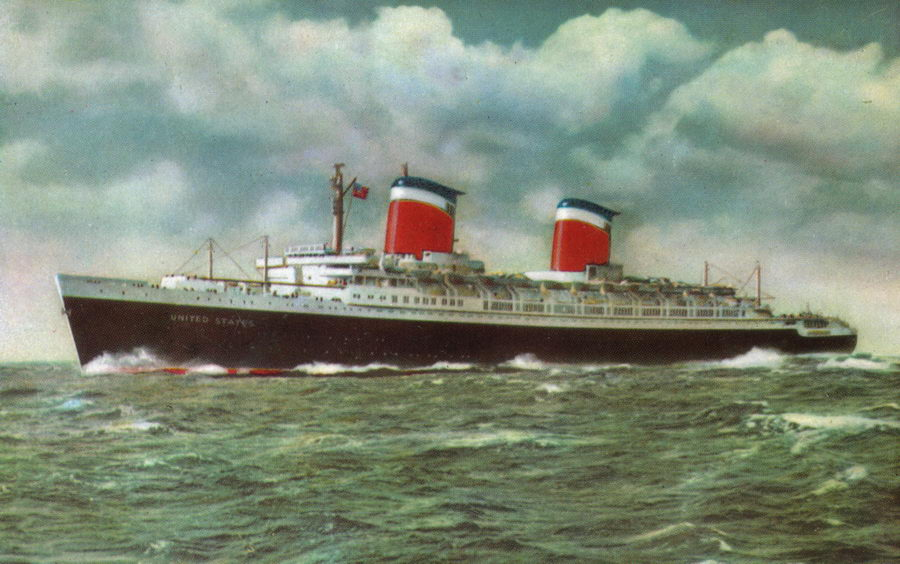
Amerykański transatlantyk SS United States, zdobywca Błękitnej Wstęgi Atlantyku w lipcu 1952

Błękitna Wstęga Atlantyku − nagroda dla statku, który w najkrótszym czasie przebył Ocean Atlantycki. Pierwszy statek napędzany silnikiem parowym przebył Atlantyk w 1838. Błękitna Wstęga została po raz pierwszy przyznana w 1860. Była to nagroda, której ideę stworzyli najwięksi ówcześni przewoźnicy morscy w celach propagandowych i reklamowych. Zgodnie z regulaminem nagrody, przyznawanej przez specjalny komitet międzynarodowy, była ona nagrodą przechodnią, przekazywaną w momencie pobicia rekordu przez inny statek. Symbolem nagrody była niebieska wstęga mocowana na szczycie masztu noszącego ją statku.
Błękitna Wstęga była oddzielnie przyznawana za najszybszy rejs ze wschodu na zachód i z zachodu na wschód. W 1930 rywalizacja o Błękitną Wstęgę została zastąpiona rywalizacją o największą średnią prędkość (ponieważ odległość, ze względu na różnice w położeniu portów docelowych, nie była miarodajna), nazwaną od nazwiska pomysłodawcy rywalizacją Halesa. Ostatnim transatlantykiem odznaczonym nagrodą za największą prędkość był SS United States, którego rekordu nie pobito do 1990.

## Rekordziści
Poniższa lista nie jest kompletna.
| Statek                      | Kraj pochodzenia     | Data              | Czas podróży            | Średnia szybkość (w węzłach) | Średnia szybkość (w km/h) |
| --------------------------- | -------------------- | ----------------- | ----------------------- | ---------------------------- | ------------------------- |
| SS Sirius (1837)            | Wielka Brytania      | 22 kwietnia 1838  | 18 dni 14 godz. 22 min. | 8,03                         | 15,0                      |
| SS Great Western            | Wielka Brytania      | 23 kwietnia 1838  | 15 dni 12 godz.         | 8,66                         | 16,0                      |
| RMS Lucania                 | Wielka Brytania      | 31 marca 1894     | 5 dni 18 godz. 38 min.  | 18,7                         | 34,7                      |
| SS Kaiser Wilhelm der Große | Cesarstwo Niemieckie | 29 listopada 1897 | 5 dni 17 godz. 23 min.  | 22,3                         | 41,3                      |
| SS Deutschland              | Cesarstwo Niemieckie | 12 lipca 1900     | 5 dni 15 godz. 46 min.  | 22,4                         | 41,5                      |
| RMS Mauretania (1906)       | Wielka Brytania      | 5 grudnia 1907    | 4 dni 22 godz. 33 min.  | 26,1                         | 48,3                      |
| SS Bremen (1928)            | Niemcy               | 22 lipca 1929     | 4 dni 17 godz. 42 min.  | 27,8                         | 51,5                      |
| SS Rex                      | Królestwo Włoch      | 16 sierpnia 1933  | 4 dni 13 godz. 58 min.  | 28,9                         | 53,6                      |
| SS Normandie                | Francja              | 11 czerwca 1935   | 4 dni 3 godz. 25 min.   | 30,0                         | 55,5                      |
| RMS Queen Mary              | Wielka Brytania      | 24 sierpnia 1936  | 3 dni 23 godz. 57 min.  | 30,1                         | 55,8                      |
| SS United States            | Stany Zjednoczone    | 7 lipca 1952      | 3 dni 10 godz. 40 min.  | 35,6                         | 67,8                      |
| Hoverspeed Great Britain    | Wielka Brytania      | 23 czerwca 1990   | 3 dni 7 godz. 54 min.   | 36,6                         | 68,0                      |
| Catalonia                   | Hiszpania            | 9 czerwca 1998    | 3 dni 9 godz. 40 min.   | 38,9                         | 72,0                      |
| Cat-Link V                  | Norwegia             | 20 lipca 1998     | 2 dni 20 godz. 9 min.   | 41,3                         | 76,0                      |

     Trzy ostatnie rekordy nie były nagradzane Błękitną Wstęgą.